# دنیای برهنه هریسون مارکس
دنیای برهنه هریسون مارکس (انگلیسی: The Naked World of Harrison Marks) یک فیلم شبه‌مستند بریتانیایی است که در سال ۱۹۶۷ منتشر شد. از بازیگران آن می‌توان به پاملا گرین و هریسون مارکس اشاره کرد.